# Olof Törnflycht
Olof Törnflycht, född den 16 november 1680 i Stockholm, död den 22 september 1737 på Erstavik (begravd i Ösmo), var en svensk president och riksråd. Han var son till Olof Hansson Törne, adlad Törnflycht, och far till Carl Fredrik Törnflycht.

## Biografi
Olof Törnflycht var greve till Nynäs, friherre till Kumla herrgård i Tyresö samt herre till Erstavik och Näringsberg, Stockholm. 
Han blev student vid Uppsala universitet den 8 november 1696. Under vistelsen i Italien 1701 blev han romersk patricier, pfalzgreve av Lateranen och riddare av gyllene sporren, vice ceremonimästare vid hovet den 12 maj 1703, riddare av preussiska orden De la Generosité 1705, kammarjunkare hos hertig Karl Fredrik av Holstein-Gottorp den 11 september 1712, ceremonimästare 1712, landshövding i Kronobergs län den 24 december 1718 och i Stockholms län den 27 april 1719. Friherre den 23 maj 1719 (introducerad 1719 under nr 149), direktör över de drottning Ulrika Eleonora enskilt tillhöriga slott och kungsgårdarna Drottningholm och Ulriksdal den 20 maj 1720. President i reduktions- och likvidationskommissionen 1723, riksråd den 5 augusti 1727. Greve den 14 juni 1731 (introducerad 1731 under nr 77), Uppsala universitets kansler 1737.

### Familj
Törnflycht gifte sig 8 januari 1711 med grevinnan Hedvig Ulrika Posse (1688–1762), dotter till kungliga rådet och överståthållaren greve Knut Posse och Anna Christina Natt och Dag. Hedvig Ulrika Posse var änka efter generaladjutanten Carl Gustaf Rosenstierna. Törnflycht och Posse fick tillsammans barnen riksrådet Carl Fredrik Törnflycht (1711–1767) och Augusta Törnflycht (1714–1780) som var gift med generalmajoren och överståthållaren greve Axel Wrede Sparre.